# منى نوكس
منى نوكس (بالإنجليزية: Mona Knox) هي عارضة وممثلة أمريكية، ولدت في 1929 في الولايات المتحدة، وتوفيت بنفس المكان في 2008.

## وصلات خارجية
- منى نوكس على موقع IMDb (الإنجليزية)
- منى نوكس على موقع ألو سيني (الفرنسية)
- منى نوكس على موقع أول موفي (الإنجليزية)
- منى نوكس على موقع قاعدة بيانات الأفلام السويدية (السويدية)
- منى نوكس على موقع قاعدة بيانات الفيلم (الإنجليزية)
- منى نوكس على موقع كينوبويسك (الروسية)